# Bedzsi Kaid esz-Szebszi
Bedzsi Kaid esz-Szebszi (1926. november 29. – 2019. július 25.) tunéziai ügyvéd és politikus, Tunézia első elnöke a jázminos forradalom után.

## Pályafutása
Politikai tevékenységét 1941-ben, 15 évesen kezdte Habib Burgiba tanítványaként, a francia gyarmatosítás ellen küzdő aktivistaként. Miután Tunézia 1956-ban elnyerte függetlenségét, pályafutása felívelt: Burgiba elnök tanácsadójaként egyszerre töltötte be a belügy-, külügy- és védelmi miniszteri posztot.
Amikor Zín el-Ábidín ben Ali 1987-ben puccsot robbantott ki Burgiba ellen, esz-Szebszi ben Ali pártjára állt. 1990 és 1991 között a parlament alsóházának elnöke volt, majd visszavonult a politikától.
2011-ben tért vissza, mint a ideiglenes alkotmányozó kormány második miniszterelnöke. Saját, világi pártot alapított Nidaa Tounes (Kiáltás Tunéziáért) néven, mely a 2011-es választásokon alulmaradt az iszlamista Ennahda Mozgalommal szemben, 2014-ben azonban többséget szerzett a parlamentben. Ugyanebben az évben esz-Szebszi megnyerte az elnökválasztást. 2019-ben, 92 éves korában hivatalában meghalt.